# Aoife Coughlan
Aoife Coughlan (13 de octubre de 1995) es una deportista australiana que compite en judo.
Ganó seis medallas en el Campeonato de Oceanía de Judo entre los años 2012 y 2018, dos medallas en el Campeonato Asiático y de Oceanía, en los años 2019 y 2021, y cuatro medallas en el Campeonato Panamericano y de Oceanía de Judo entre los años 2022 y 2025.

## Palmarés internacional
| Campeonato de Oceanía                | Campeonato de Oceanía   | Campeonato de Oceanía | Campeonato de Oceanía |
| Año                                  | Lugar                   | Medalla               | Categoría             |
| ------------------------------------ | ----------------------- | --------------------- | --------------------- |
| 2012                                 | Cairns (Australia)      | Medalla de plata      | –63 kg                |
| 2013                                 | Apia (Samoa)            | Medalla de plata      | –63 kg                |
| 2015                                 | Païta (Francia)         | Medalla de bronce     | –70 kg                |
| 2016                                 | Canberra (Australia)    | Medalla de plata      | –70 kg                |
| 2017                                 | Nukualofa (Tonga)       | Medalla de oro        | –70 kg                |
| 2018                                 | Numea (Francia)         | Medalla de oro        | –70 kg                |
| Campeonato Asiático y de Oceanía     |                         |                       |                       |
| Año                                  | Lugar                   | Medalla               | Categoría             |
| 2019                                 | Fujairah (EAU)          | Medalla de bronce     | –70 kg                |
| 2021                                 | Biskek (Kirguistán)     | Medalla de bronce     | –70 kg                |
| Campeonato Panamericano y de Oceanía |                         |                       |                       |
| Año                                  | Lugar                   | Medalla               | Categoría             |
| 2022                                 | Lima (Perú)             | Medalla de bronce     | –70 kg                |
| 2023                                 | Calgary (Canadá)        | Medalla de plata      | –70 kg                |
| 2024                                 | Río de Janeiro (Brasil) | Medalla de plata      | –70 kg                |
| 2025                                 | Santiago (Chile)        | Medalla de oro        | –70 kg                |